# Топольовка (Упоровський район)
Топольо́вка (рос. Тополёвка) — присілок у складі Упоровського району Тюменської області, Росія.
Населення — 275 осіб (2010, 330 у 2002).
Національний склад станом на 2002 рік:
- росіяни — 99 %